# Run the Jewels

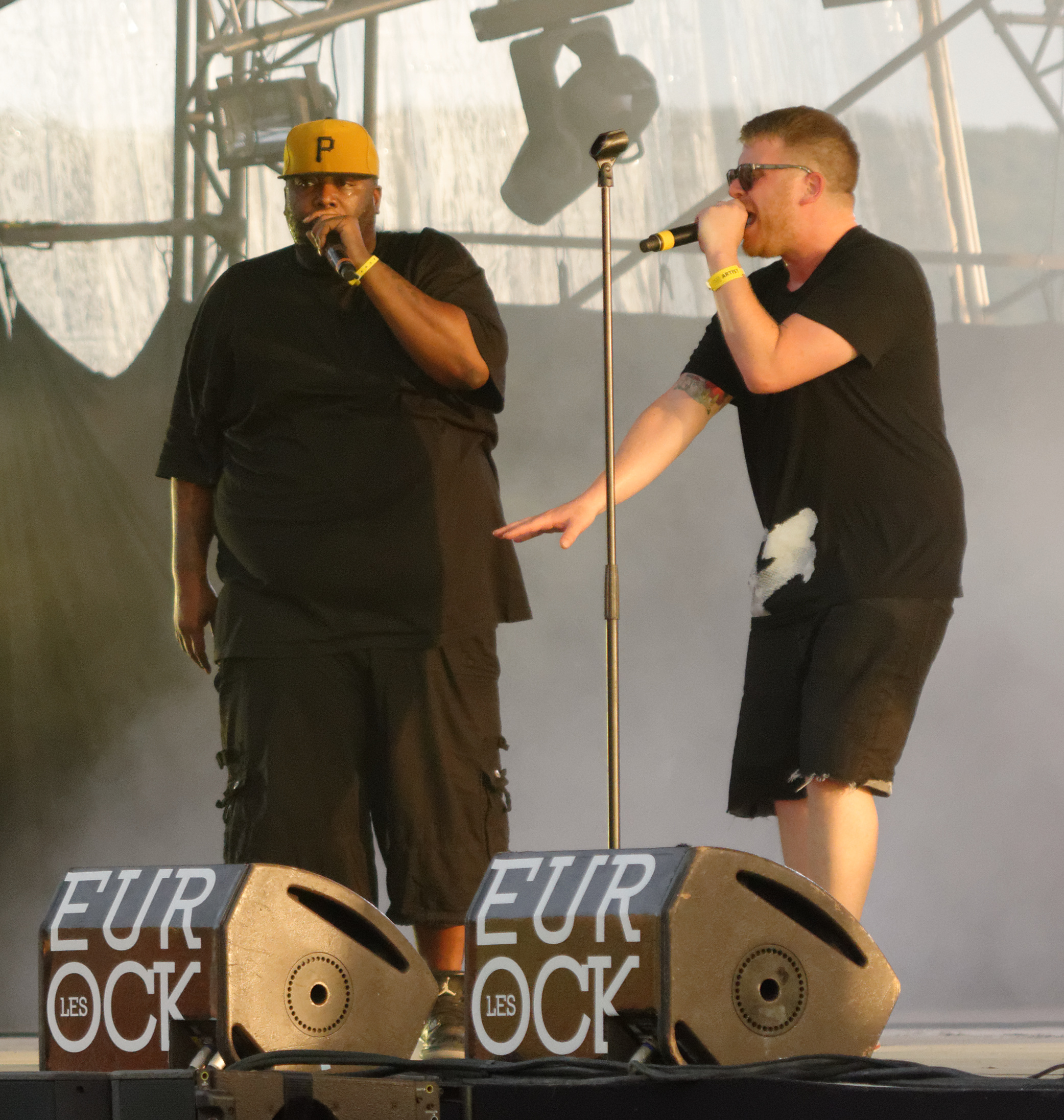
Killer Mike (gauche) et El-P (droite) sur scène

Run the Jewels est un groupe de hip-hop américain fondé en 2013 par El-P et Killer Mike.

## Biographie
Killer Mike est présenté à El-P par le PDG de Cartoon Network Jason DeMarco en 2011. L'année suivante, El-P produit le très acclamé R.A.P. Music. de Killer Mike. Plus tard cette année-là, Killer Mike fait une apparition sur le titre Tougher Colder Killer de l'album Cancer 4 Cure. L'année suivante, ils forment officiellement le duo Run the Jewels avec un album produit par le label Fool's Gold annoncé plus tard dans l'année. Ils publient leur premier album du nom de leur duo, Run the Jewels en téléchargement gratuit.
Le 21 août 2014, El-P et Killer Mike annoncent officiellement leur second album, Run the Jewels 2. Il est publié au label Mass Appeal le 24 octobre 2014. Ils annoncent également la sortie d'un album remix en 2015 au label Fool's Gold, ainsi qu'un album intitulé Meow the Jewels. L'argent de ce dernier album sera reversé à des œuvres caritatives.
Killer Mike révèle ses travaux sur un futur album, Run the Jewels 3, en janvier 2015. Run the Jewels publie un vinyle exclusif en avril 2015. Run the Jewels soutient Jack White le 30 janvier 2015 au Madison Square Garden. Au début de 2015, le groupe est annoncé pour le Coachella Valley Music and Arts Festival en avril et au Bonnaroo Music and Arts Festival de juin. Hormis ces festivals, RTJ est également prévu pour le Boston Calling Music Festival, le Big Guava Music Festival, le Pitchfork Music Festival, le Austin City Limits Music Festival, et le Music Midtown Festival d'Atlanta. Ils seront rejoints par le batteur de Blink-182 Travis Barker. Trackstar devient le DJ de Run the Jewels à leur tournée RTJ2.
Initialement prévu pour le 13 janvier 2017, Run the Jewels 3 sort le 25 décembre 2016 par surprise.

## Discographie

### Singles
| Titre                                                       | Année | Album            |
| ----------------------------------------------------------- | ----- | ---------------- |
| Get It                                                      | 2013  | Run the Jewels   |
| Banana Clipper (avec Big Boi)                               | 2013  | Run the Jewels   |
| 36" Chain                                                   | 2013  | Run the Jewels   |
| Blockbuster Night, Pt. 1                                    | 2014  | Run the Jewels 2 |
| Oh My Darling Don't Cry                                     | 2014  | Run the Jewels 2 |
| Close Your Eyes (And Count to Fuck) (avec Zack de la Rocha) | 2014  | Run the Jewels 2 |
| Early (featuring BOOTS)                                     | 2014  | Run the Jewels 2 |
| Meowrly (featuring BOOTS)                                   | 2015  | Meow the Jewels  |